# Yorick van Wageningen
Yorick van Wageningen (Baarn, 16 april 1964) is een Nederlands acteur.

## Biografie
Van Wageningen begon met een aantal kleine rollen in televisieseries als Spijkerhoek en Goede tijden, slechte tijden. In 1995 kreeg hij een prominente rol als Julian in de televisieserie 20 Plus (van Dana Nechushtan), maar vanwege een gebrek aan succes werd de serie na 13 afleveringen geschrapt.
Van Wageningen deed ervaring op in een aantal televisieseries en speelde een paar jaar in het theater. Het succesvolle toneelstuk Total Loss van Karst Woudstra waarin hij speelde werd bewerkt tot een speelfilm, die werd geregisseerd door Dana Nechustan. In Nederland waren de kritieken niet mals en het publiek bleef weg. In Amerika werd de film echter gezien door Steven Spielberg, die zo enthousiast was dat Van Wageningen een grote rol naast Tom Cruise kreeg aangeboden in de film Minority Report. Daarnaast deed Van Wageningen auditie voor de nieuwe film van Joel Schumacher en haalde ook deze rol binnen.
Van Wageningen koos voor Minority Report, maar vlak voor de opnamen werd duidelijk dat er iets niet in orde was met zijn werkvergunning waardoor hij uiteindelijk niet in Spielbergs film kon meespelen. Niet lang erna kreeg Van Wageningen een rol naast Angelina Jolie en Clive Owen in Beyond Borders en sindsdien speelt hij met enige regelmaat in Amerikaanse producties. Hij heeft inmiddels ook gewerkt met Vin Diesel, Judi Dench, Colin Farrell, Christian Bale, Christopher Plummer, Emilio Estevez en Martin Sheen.
Sindsdien is hij niet meer te zien geweest in Nederlandse films, tot hij zijn terugkeer maakte in Oorlogswinter. Van Wageningen speelde een van de hoofdrollen in de verfilming van het gelijknamige boek, namelijk Oom Ben, een landverrader. Deze film zou uiteindelijk bijna een miljoen bezoekers trekken in Nederland en België. Daarna had hij nog een prominente rol in de televisieserie De Troon als koning Willem I.
In 2012 was Van Wageningen te zien in de thriller The Girl with the Dragon Tattoo, waarin hij de curator Nils Bjurman speelt.
Volgens Van Wageningen is hij na een incident van seksueel wangedrag van Job Gosschalk jegens hem, decennialang door diens bedrijf in de ban gedaan, en heeft dit tot een duistere periode in zijn leven geleid, maar is hij er weer bovenop gekomen door in Hollywood aan de bak te komen.

## Filmografie

### Films
- 1989: De Geldschieter als Ruud de Lange
- 1989: Wilde Harten als Handlanger
- 1992: Angie als Kick
- 1998: Frenchmans Creek (televisiefilm) als Van Basten
- 2000: Total loss als Reinier Kloprogge
- 2001: Soul Assassin als inspecteur
- 2001: Me and Morrison als Jan
- 2002: Simon: an English Legionnaire als Schreiber
- 2002: Tulse Luper Suitcase: The Moab story als Julian Lephrenic
- 2003: Beyond Borders als Kurt Steiger
- 2004: The Chronicles of Riddick als 'The Guv'
- 2005: Tulse Luper Suitcase: A Life in Suitcases als Julian Lephrenic
- 2005: The New World als Captain Argall
- 2006: The Commander: Blacklight (televisiefilm) als Van Hauten
- 2006: Nachtrit als Taxichauffeur
- 2007: The Blue Hour als Avo
- 2008: Oorlogswinter als Oom Ben
- 2010: The Way als Joost
- 2011: The Girl with the Dragon Tattoo als Nils Bjurman
- 2013: De wederopstanding van een klootzak als Ronnie N.
- 2014: 47 Ronin als Kapitan
- 2014: Last Summer als Alex
- 2015: Blackhat als Sadak
- 2015: Broker als Our Man
- 2017: Storm: Letters van Vuur als Klaas
- 2017: Papillon als Warden Barrot
- 2019: Escape Room als spelleider
- 2019: De belofte van Pisa als Fred Morenissen
- 2021: De veroordeling als Michael de Jong
- 2024: Hokwerda's kind als Hokwerda

### Televisieseries
- 1989 - 1990: Spijkerhoek als Ruud de Lange (9 afl.)
- 1990: Goede tijden, slechte tijden als Ben Veerman (14 afl.)
- 1991: Vrienden voor het leven als Gerard (1 afl. Hoezo Jaloers)
- 1993: Oppassen!!! als Robbie de Wit (afl.  't Reclamespotje)
- 1995: 20 plus als Julian (13 afl.)
- 1996: Zonder Ernst als Reinout Klaver (afl. Niemendalletje)
- 1997: 12 steden, 13 ongelukken als David Zommer (afl. Geen geheimen)
- 2009: Flow als Lucien Kortrijk (alf. 5)
- 2010: De Troon als Koning Willem I (6 afl.)
- 2020: The Letter for the King (televisieserie) als koning Unauwen (3 afl.)
- 2022: Rampvlucht als Pierre Heijboer (5 afl.)
- 2024: Mayor of Kingstown als Konstantin Noskov (9 afl.)